# Alfredstelznerita
La alfredstelznerita es un mineral, borato de calcio hidratado y con hidroxilos, que fue descubierto en ejemplares procedentes de la mina Santa Rosa, en Sijes, departamento de Susques, Jujuy (Argentina), que consecuentemente es su localidad tipo. Fue aprobado como una nueva especia mineral por la IMA en 2007, aunque su publicación formal fue algo posterior. El nombre es un homenaje a Alfred Stelzner, que fue profesor de mineralogía en la Universidad de Córdoba (Argentina) entre 1871  y 1874, y fundo el museo de mineralogía que todavía lleva su nombre, “ Museo Alfred Stelzner”, en la Facultad de Ciencias Exactas Físicas y Naturales de la  Universidad Nacional de Córdoba. También fue profesor en la Escuela de Minas de Freiberg.

## Propiedades físicas y químicas
La alfredstelznerita pertenece al grupo de los tetraboratos. Se encontró, como mineral de origen secundario,  formando agregados radiales de color blanco formado por cristales aciculares de hasta 5 mm de largo y solamente unas decenas de micras de ancho en una cavidad en lutolitas. Su estructura está formada [B4O4(OH)6] como bloque estructural, estructura que solamente tiene este mineral entre los boratos naturales conocidos.

## Yacimientos
La alfredstelznerita es un mineral muy raro, que solamente se ha encontrado hasta el momento en la localidad tipo, la mina Santa Rosa, en Jujuy (Argentina). En este yacimiento los principales minerales son la colemanita y la hidroboracita que forman múltiples  lechos intercalados en lutolitas, areniscas y evaporitas. Además de a estos dos minerales, la  alfredstelznerita se ha encontrado asociada  a ulexita, inyoíta, yeso y anhidrita.